# Rypefjord, Grönland
Rypefjord är en fjord på Grönland (Kungariket Danmark).   Den ligger i kommunen Sermersooq, i den centrala delen av Grönland, 1 300 km nordost om huvudstaden Nuuk.